# باشگاه فوتبال شاختیور سالیهورسک
باشگاه فوتبال شاختیور سالیهورسک (بلاروسی: ФК Шахцёр Салігорск) یک باشگاه فوتبال بلاروسی است که در سالیهورسک پایه‌گذاری شده است.